# Waddeweitz

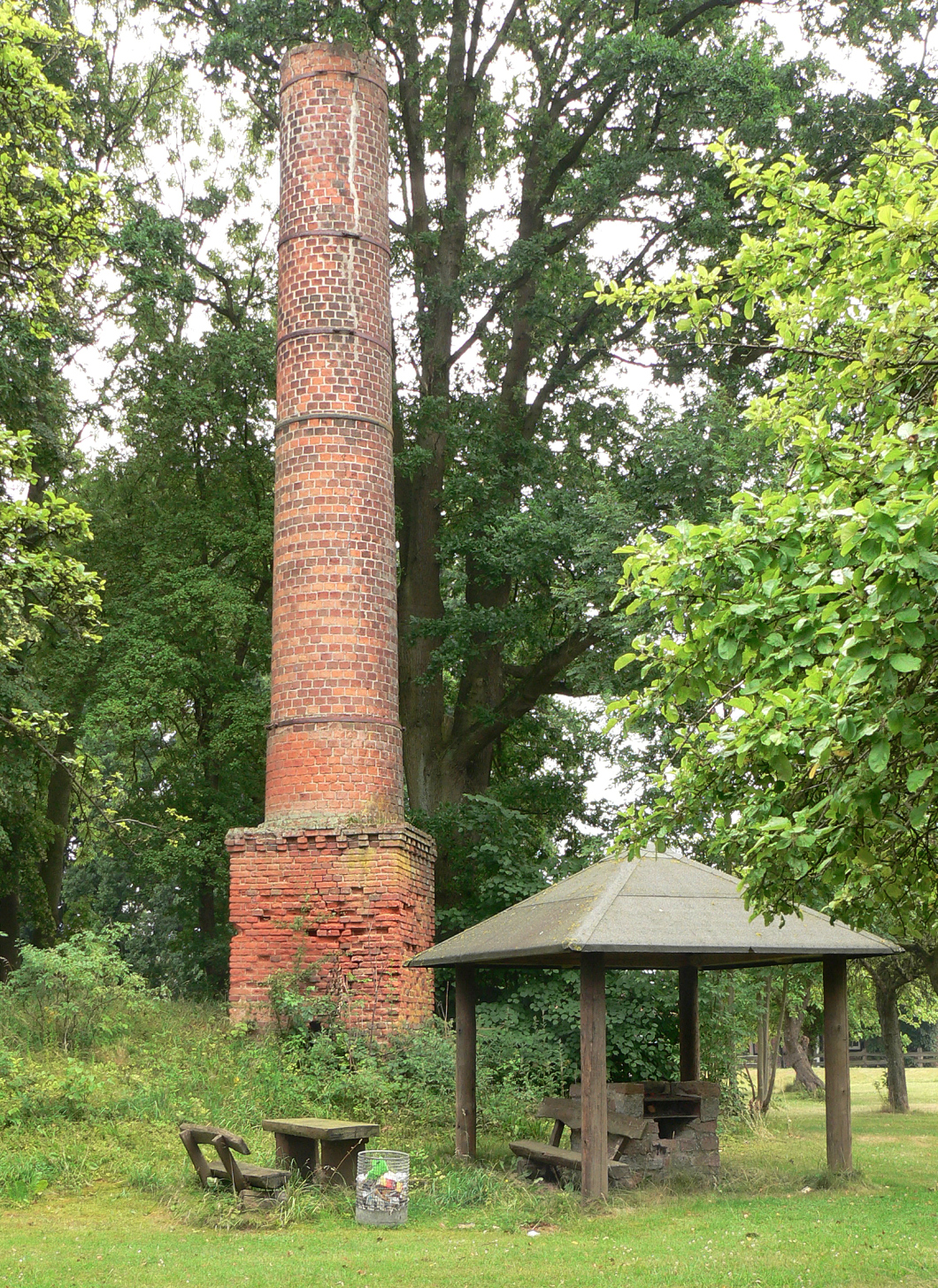
Rastplatz in Waddeweitz mit altem Fabrikschornstein

Waddeweitz ist eine Gemeinde im Landkreis Lüchow-Dannenberg in Niedersachsen. Sie gehört zur Samtgemeinde Lüchow (Wendland).

## Geografie

### Geografische Lage
Waddeweitz liegt im Naturpark Wendland.Elbe.

### Gemeindegliederung
Die Gemeinde besteht aus den Ortsteilen:
| - Bischof - Diahren - Dickfeitzen - Dommatzen - Klein Gaddau - Groß Gaddau - Gohlau - Hohenvolkfien - Kiefen - Kröte | - Kukate - Maddau - Marlin - Salderatzen - Sareitz - Schlanze - Waddeweitz - Klein Wittfeitzen - Groß Wittfeitzen - Zebelin |

## Eingemeindungen
Am 1. Juli 1972 wurden die Gemeinden Bischof, Diahren, Dickfeitzen, Dommatzen, Gohlau, Groß Gaddau, Kiefen, Klein Gaddau, Kukate, Marlin, Salderatzen, Schlanze, Wittfeitzen und Zebelin eingegliedert.

## Politik
Die Gemeinde Waddeweitz gehört zum Landtagswahlkreis 48 Elbe und zum Bundestagswahlkreis 38 Lüchow-Dannenberg – Lüneburg.

### Gemeinderat

#### 2021–2026
Der Waddeweitzer Gemeinderat setzt sich aus neun Ratsfrauen und Ratsherren zusammen (Wahlergebnis in Klammern):
- CDU: 4 Sitze (42,6 %)
- UWG: 3 Sitze (29,5 %)
- Bündnis 90/Die Grünen: 2 Sitze (23,6 %)
- SPD: - (4,2 %)

#### 2016–2021
In der Wahlperiode 2016–2021 hatte der Gemeinderat folgende Zusammensetzung (Wahlergebnis in Klammern):
- CDU: 4 Sitze (46,2 %)
- UWG: 4 Sitze (47,6 %)
- SPD: 1 Sitz  (6,2 %)

### Bürgermeister
Ehrenamtlicher Bürgermeister seit dem 10. September 2011 ist Frank Socha.

## Religionen

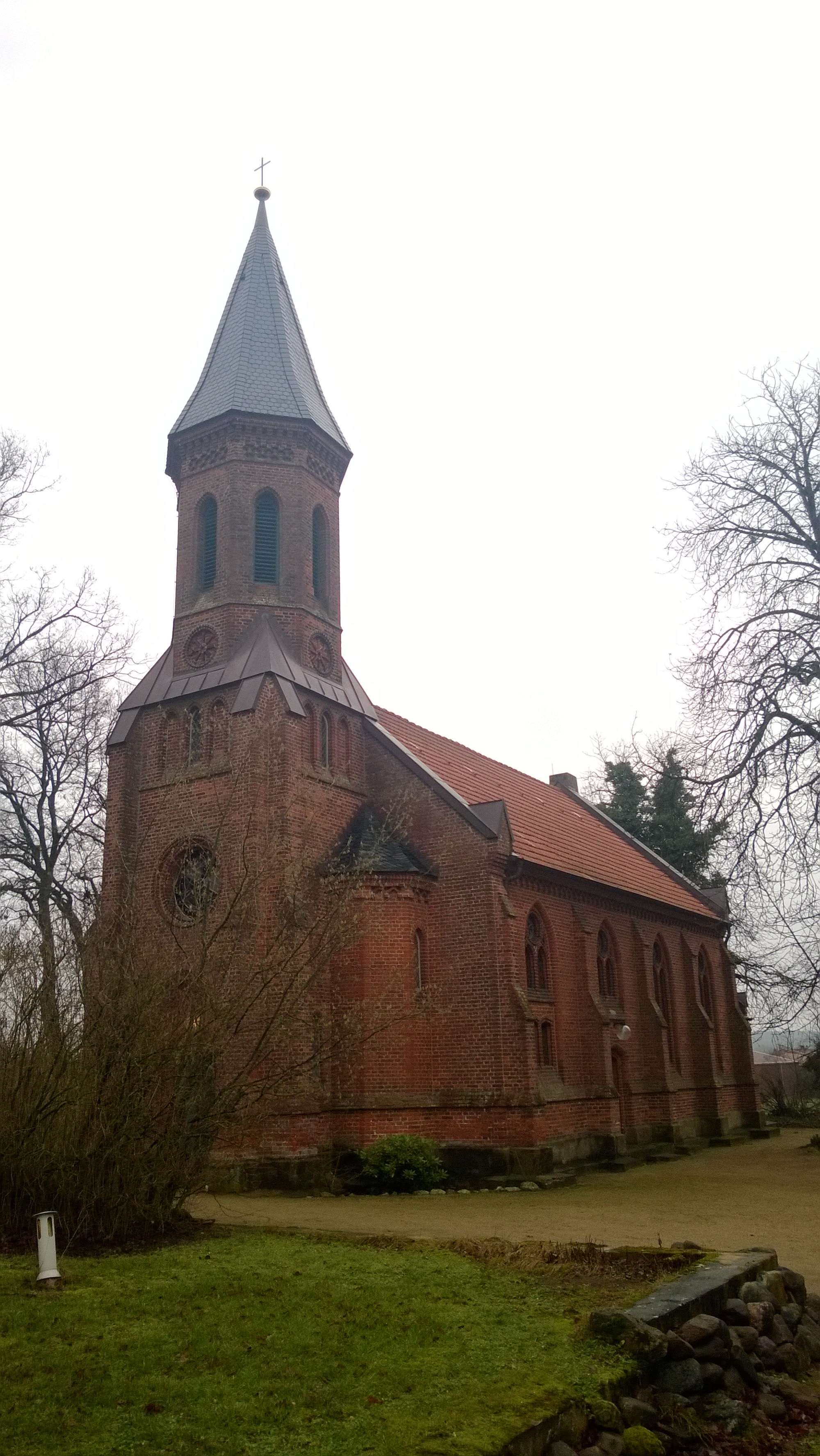
Neugotische Kirche Wittfeitzen

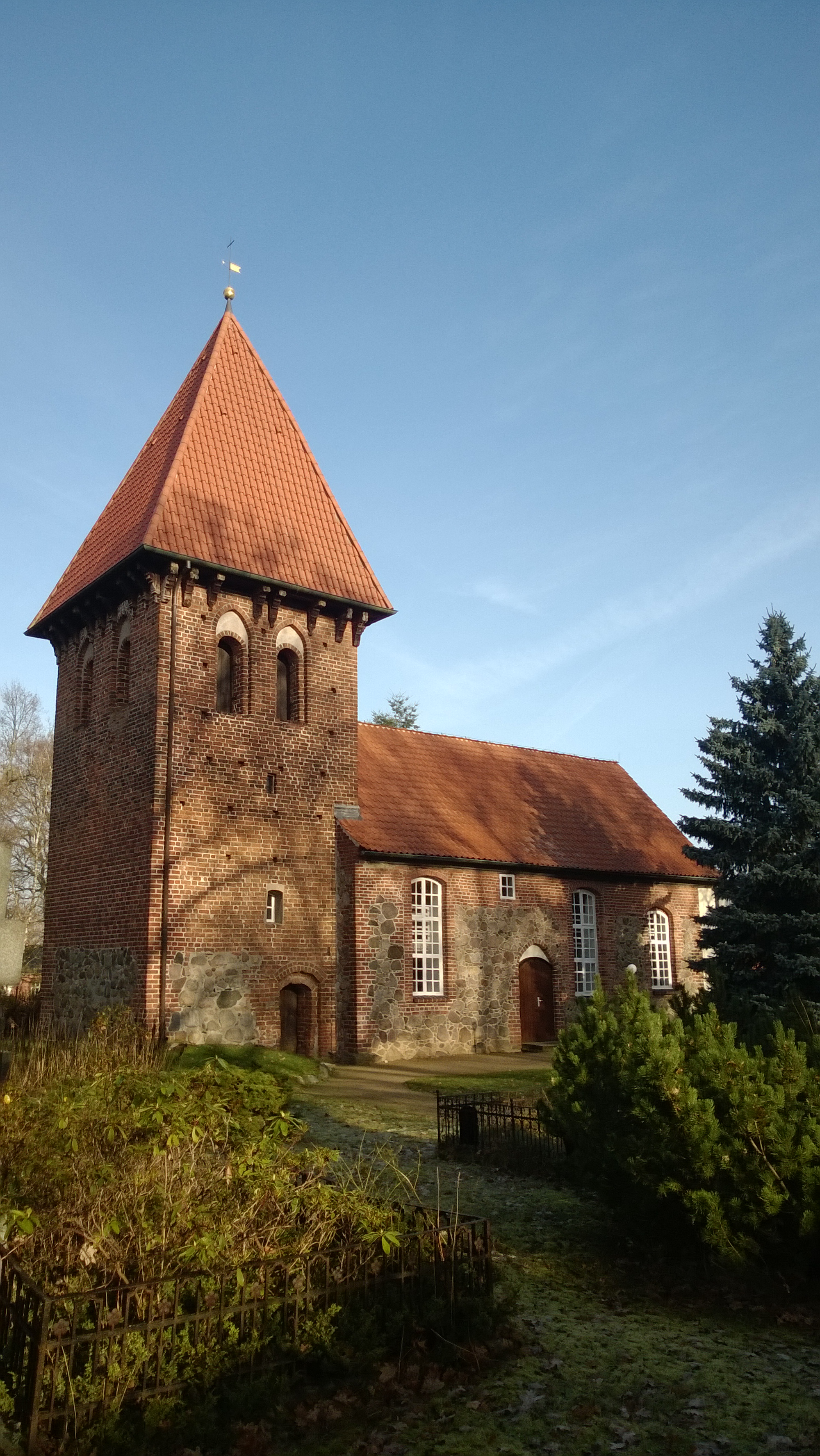
Kirche Zebelin

In der Gemeinde Waddeweitz gibt es die zwei evangelisch-lutherischen Kirchengemeinden Zebelin und Wittfeitzen, die ein gemeinsames Pfarramt in Küsten mit den Kirchengemeinden Friedenskirche Küsten, Krummasel und Meuchefitz haben. Die Kapellengemeinde Dickfeitzen ist mit dem Pfarramt in Clenze verbunden.
In Zebelin ist die Jugendwerkstatt der Diakonie, eine Einrichtung des Kirchenkreises Lüchow-Dannenberg im ehemaligen Gemeindehaus untergebracht.
Neben den beiden Friedhöfen der Kirchengemeinden in Wittfeitzen und Zebelin gibt es noch einen kleinen Friedhof der Dorfgemeinschaft Kiefen.

## Kirchen
Die Kirche Zebelin ist im 15. Jahrhundert zum ersten Mal erwähnt worden. Der Kanzelaltar ist aus dem 17. Jahrhundert. Seit 2010 wird die Kirche renoviert und die Farbgebung von 1910 wiederhergestellt.
Wittfeitzen ist seit dem Mittelalter ein Kirchort. Die heutige Backsteinkirche ist 1872 im neugotischen Stil erbaut worden und hat eine Orgel der Firma P. Furtwängler & Hammer.
Um 1900 wurde in Dickfeitzen eine kleine schlichte Kapelle mit einem Dachreiter und einer kleinen Glocke aus dem Jahr 1975 gebaut.

## Verkehr
- Die B 493 Uelzen–Lüchow führt direkt durch die Gemeinde.

## Persönlichkeiten
- Emma Gertrud Eckermann (1879–1967), Malerin, Grafikerin und Kunstlehrerin; lebte von 1943 bis 1959 in Kukate
- Rebecca Harms (* 1956), Anti-Atomkraft-Aktivistin und Politikerin (Grüne), lebt in einem Dorf in der Gemeinde Waddeweitz
- Miriam Staudte (* 1975), Politikerin (Grüne), seit 2022 Ministerin für Landwirtschaft in der niedersächsischen Landesregierung, lebt in einem Dorf in der Gemeinde Waddeweitz